# إريك هامان
إريك هامان (بالألمانية: Erich Hamann) (و. 1944  م) هو لاعب كرة قدم من ألمانيا، وألمانيا الشرقية، ولد في بازهفالك، شارك في كأس العالم 1974، مركز لعبه هو لاعب وسط.

## روابط خارجية
- إريك هامان على موقع الاتحاد الدولي (مؤرشف)  (الإنجليزية)
- إريك هامان على موقع قاعدة بيانات كرة القدم.إي يو (الإنجليزية)
- إريك هامان على موقع ناشيونال فوتبول تيمز (الإنجليزية)
- إريك هامان على موقع عالم كرة القدم.نت (الإنجليزية)